# Rio Ili

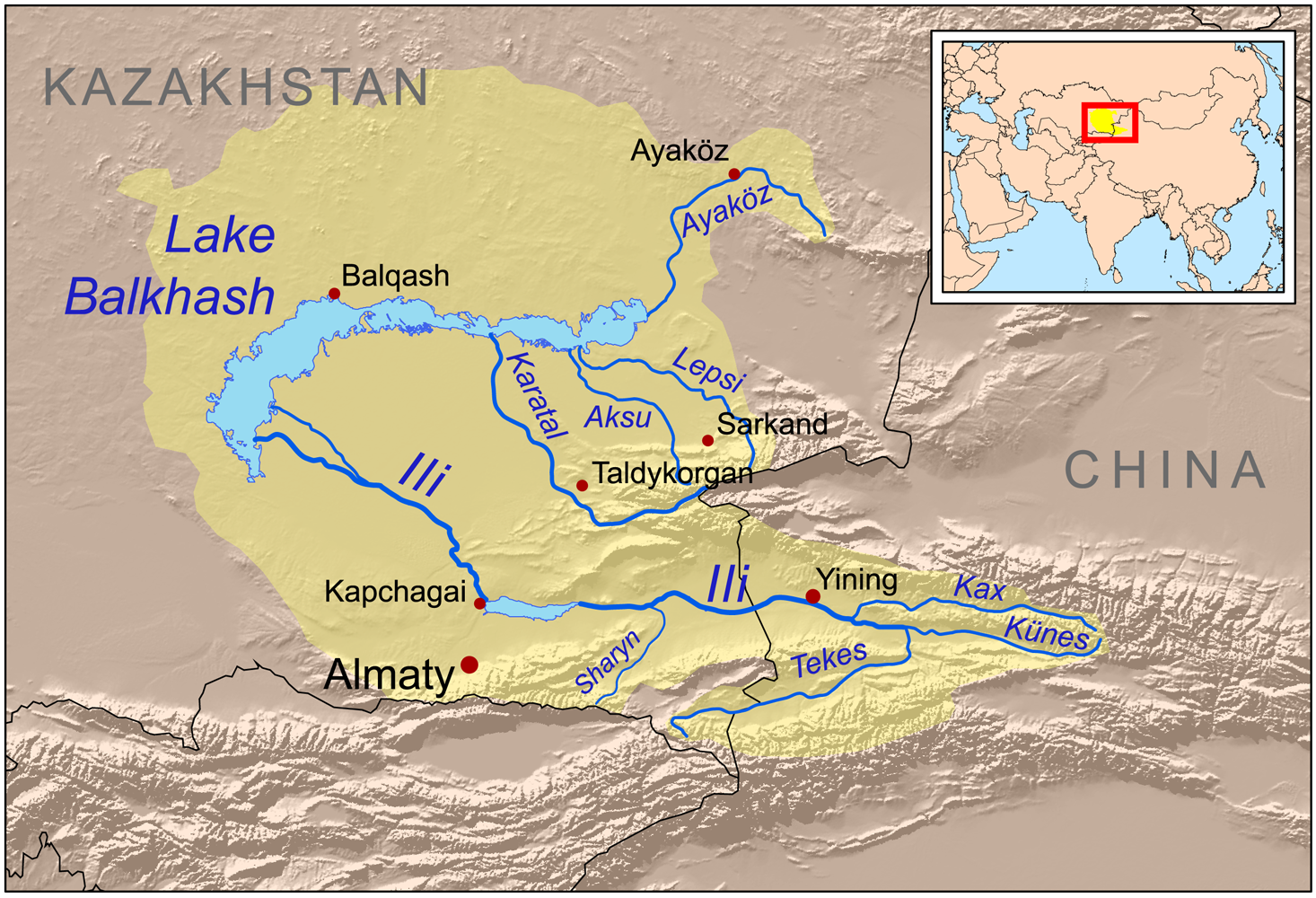
A foz do Rio Ili está situada no Lago Balcache

O rio Ili é um rio da Ásia que nasce na República Popular da China e desemboca no Lago Balcache, no Cazaquistão. Tem 1 439 km de comprimento.
O rio forma um delta de aproximadamente 1 800 km². Utilizam-se suas águas, e o seu volume é reduzido consideravelmente. É o principal afluente do Lago Balcache.
Parte de seu vale foi um trecho da variante norte da Rota da Seda terrestre.
Atualmente, a região chinesa do Vale do Rio Ili, é uma subdivisão de Sinquião, composta por oito municípios: Gulja, Huo-cheng, Nileke, Xinyuan, Gongliu, Tekesi, Zhaosu e Qapqal Sibe.
Em 1949, a população daquela região era de 462 655 de habitantes. Em julho de 1982, chegou a 1 554 281. Em 1988 era calculada em 2 067 372. Nessa área habitam diversas etnias como cazaques, uigures, os mongóis, os sibes, e outros.

## História
Depois da conquista da Zungária (norte de Sinquião) e da Bacia do Tarim (Casgária) (sul de Sinquião) pela Dinastia Chingue, a região de Sinquião passou a ser uma Província da China, e a região do Rio Ili ganhou maior importância, pois foi naquela região onde foi instalado o comando militar de toda a Província de Sinquião.
A conquista do norte de Sinquião reduziu a população local e criou condições para uma onda migratória em direção àquela região. Na região do Vale do Rio Ili foram instaladas oito guarnições militares. Nas cidades de Huiyuan e de Huining, foram instaladas guarnições do Exército Oito Bandeiras que eram compostas principalmente por soldados das etnias manchu e mongol, em Huiyuan a guarnição tinha 4 240 militares, enquanto que a guarnição de Huining tinha 2 144. Também estavam instalados em Sinquião: 3 000 militares do Exército Verde (Lüying), composta por 1 837 mongóis chahar, 1 018 sibes e 1 018 das etnias solon e daur (ambas etnias tungúsicas). Além disso foram assentados 1 200 oirates em fazendas voltadas para a produção de alimentos para o Exército Bandeira (Qituns) no Vale do Rio Ili, pelo Imperador Qianlongo, entre 1764 e 1765. Além disso, foi permitido o retorno dos jasaques, torgutes nômades que haviam migrado para a região do Rio Volga, e em 1771, retornaram à região do Vale do Rio Ili.
Nesse contexto, também merece destaque a remoção de mais de 6 000 famílias de taranchis, atualmente conhecidos como uigures, para a região do Rio Ili. O deslocamento forçado de camponeses de aldeias do sul Sinquião como Aksu e Iarcanda para a região do Vale do Rio Ili teve precedentes na época do Canato Zungar. Pouco antes da Revolta Dungã, os taranchis foram submetidos a altos impostos. Pode-se dizer que a presença desses Taranchis, que eram muçulmanos, foi uma dos fatores que permitiu a eclosão da rebelião muçulmana na região do Rio Ili.
Pelo exposto, observa-se que, na época da Revolta Dungã havia uma sociedade diversificada na região do Rio Ili, que além dos povos acima relatados, contava com uma parte da população da etnia cazaque.
A região tinha sete cidades, sendo as mais importantes: Gulja, que tinha uma grande população muçulmana, e Huiyuan que era a sede do governo.

### Interesses Russos
A partir da década de 1840, comerciantes de nacionalidade russa passaram a atuar na região do Rio Ili e em Tarbagatai (também conhecido como Chuguchak), apesar de tal atividade, nos termos do Tratado de Kyakhta, de 1727, ser permitida apenas em Nerchinsk e em Kyakhta. Os comerciantes russos tinham interesse em adquirir chá preto e produtos têxteis e queriam autorização para realizar suas atividades em outras localidades. Tal atividade foi legalizada por meio do Tratado de Kuldja em 1851, que permitiu a atuação de comerciantes russos no Vale do Rio Ili e em Tarbagatai, além disso permitiu a nomeação de cônsules do Império Russo nas cidades de Chuguchak e em Kuldja.
Em 1855, ocorreu um incêndio criminoso na zona de comércio russo em Tarbagatai, o que inviabilizou a atuação dos comerciantes russos no local. Na região do Vale do Rio Ili, também houve uma retirada de comerciantes e funcionários consulares russos em decorrência do incidente Tarbagatai. Em 1857, o cônsul russo solicitou autorização para o transporte fluvial pelo Rio Ili, mas isso foi recusado pela Dinastia Chingue.
Em 1860, foi assinado o Tratado de Pequim, que previa o estabelecimento de uma fronteira ocidental permanente, mas em outubro de 1864, essas fronteiras foram redefinidas por meio do Tratado de Tarbagatai, que ampliou os domínios do Império Russo, que passou a contar com o Lago Zaysan e com as terras a leste do Lago Balcache, incluindo parte do Vale do Rio Ili, com o Império Russo passando a exercer soberania sobre a parte navegável desse rio.
A situação se agravou com a eclosão da rebelião muçulmana durante a década de 1860. Em 1866, o consulado russo em Kulja foi fechado. Nesse contexto, o Império Russo procurou estabelecer uma rota de comércio mais ao norte, que passava por Kobdo no noroeste da Mongólia.
A Revolta Dungan afetou áreas do Império Russo próximas à Sinquião, a partir de 1865, milícias oirates cruzaram a fronteira diversas vezes, principalmente na região próxima à Tarbagatai, além disso, em 1869, a revolta se espalhou em direção à Kobdo, enquanto a Dinastia Chingue ia retomando áreas controladas pelos rebeldes.
- Consequências da Revolta Dungan para o Império Russo:

1. consulados russos e casas comerciais em Ili e Tarbagatai fechada;
2. interrupção do comércio na região;
3. imigração dos derrotados para territórios do Império Russo (onde atualmente fica o Cazaquistão);
4. agitação na fronteira, com incursões de grupos armados em território do Império Russo, que inclusive fizeram pilhagens;
5. formação de um estado muçulmano fundamentalista na Região oriental do Rio Ili.

Antes da intervenção do Império Russo na Região do Rio Ili, muitos refugiados da Revolta Dungan tinham se instalado em território russo e houve negociações entre com a Dinastia Chingue para indenizações decorrentes desse fato. Uma comissão especial foi criada em Kopal na Rússia para tratar de uma solução para tais refugiados. Em 1871, 1 095 deles tinham recebido a cidadania russa, e a maioria dos outros 15 000 havia migrado em direção à parte superior do Rio Irtixe, ao leste do Lago Zaysan.
Na primeira fase da Revolta Dungan no Vale do Rio Ili, taranchis e huis lutaram juntos contra a Dinastia Chingue, cercando as tropas manchus em Mancheng (Huiyuan) até obter a sua rendição. Entretanto, depois surgiu uma disputa entre taranchis e huis, que foi vencida pelos taranchis que estabeleceram um sultanato na região em maio de 1867, no qual Aila-khan (também conhecido como Abil-oghil) foi nomeado como sultão, que já era considerado o "Emir dos Taranchis" desde 1865.

### Intervenção Russa
O principal motivo que levou o Império Russo a intervir militarmente na região do Rio Ili para suprimir o sultanato apoiado pelos taranchis, seria a ameaça de uma expansão desse sultanato para dentro das fronteiras russas, e também a possibilidade das tropas de Iacube Begue, que dominava a região de Casgária, tomassem o controle da região. No final de 1870, um líder cazaque chamado Tazabek e cerca de 1 000 famílias daquela etnia atravessaram a fronteira em direção aos domínios do sultanato e o sultão se recusou a atender um pedido do Império Russo para repatriá-los. Esse incidente foi determinante para a decisão russa de iniciar uma intervenção militar na região.
No dia 20 de abril de 1871, foi realizada uma reunião em São Petersburgo, com a presença do Ministro da Guerra Dmitry Alekseyevich Milyutin, e representantes dos governadores do Turquestão e da Sibéria Ocidental na qual o Império Russo decidiu que deveria intervir imediatamente na região do Rio Ili. A demanda já era apoiada por Kaufman e pelos governadores de Semipalatinsk e Semireche. Naquele contexto havia relatos de pilhagens realizadas por moradores do sultanato contra súditos do Império Russo que moravam nas fronteiras.
As tensões entre o Sultanato de Ili e a Rússia se intensificaram em 1871, quando os taranchis atacaram o posto de guarda russo em Boro-khotszir, e tiveram início as hostilidades. O exército russo capturou a Passagem Muzart e avançou para para tomar a Região do Rio Ili. Em 22 de junho (de acordo com o calendário juliano), o sultão se rendeu e a região do Rio Ili passou a ser controlada pelo Império Russo. Nessa época o Império Russo comunicou à Dinastia Chingue, por intermédio de Vlangal, embaixador russo em Pequim, que a intervenção ocorrera para libertar a região do Rio Ili do caos e que não tinha interesse em incorporar àquela região ao território do Império Russo. Posteriormente, o Império Russo esclareceu, numa reunião realizada em Sergiopol (atual Ayagoz), entre Boguslavsky e Rongquan, que não devolveria a região até que a Dinastia Chingue estivesse em condições de reocupar e manter a ordem.
Em 1872, o Império Russo enviou caulbares para concluir um tratado comercial e reconhecer a independência do regime de Iacube Begue.
Em 1881, em decorrência do Tratado de São Petersburgo, a região foi devolvida à China pelo Império Russo, governada pela Dinastia Chingue, e a fronteira entre os dois países, que existia antes da ocupação da Região do Rio Ili em 1871, foi deslocada um pouco para o leste, de modo que o território onde futuramente seria construída a cidade de Dzharkent, passou a pertencer ao Império Russo, onde se estabeleceram muitos taranchis que deixaram as porções mais ao leste da região do Rio Ili, após sua devolução à Dinastia Chingue.

### A Intervenção Russa como parte do Grande Jogo
Outro aspecto determinante para a intervenção do Império Russo, foi a disputa com o Império Britânico pelo controle da Ásia Central (Grande Jogo). Uma aliança com Iacube Begue que detinha o poder em Casgária, ao sul da Região do Rio Ili, passou a ser disputada pelos dois Impérios. O Governador do Turquestão realizou negociações com o regime de Iacube Begue, que, em 1868, enviou Xadi Mirza, como seu enviado para São Petersburgo. Por outro lado, o Império Britânico, enviou Robert Shaw (em 1868) e Thomas Douglas Forsyth (em 1870 e em 1873), como seus emissários para fazer acordos com Iacube Begue.
O Império Russo temia um ataque de uma aliança entre Iacube Begue e o Império Britânico, nesse contexto, havia rumores de que Iacube Begue tentou arregimentar os huis da Região do Rio Ili para se juntar a uma aliança contra o Império Russo. O fato de Iacube Begue antes ter lutado pelo Canato de Cocanda contra o Império Russo, aumentava a percepção de risco para os russos.